# Politisches System Spaniens
Spanien ist eine Erbmonarchie mit parlamentarisch-demokratischem Regierungssystem.

## Grundsätze
Laut der Verfassung des Königreichs Spanien ist Spanien ein sozialer und demokratischer Rechtsstaat. Der Staat orientiert sich an den Prinzipien Freiheit, Gerechtigkeit, Gleichheit und politischem Pluralismus. Die Staatsgewalt geht vom spanischen Volk aus. Es ist Träger der nationalen Souveränität. Staatsform ist die parlamentarische Monarchie. Außerdem garantiert die Verfassung in Art. 2 sowohl die „unauflösbare Einheit der spanischen Nation“ als auch das „Recht der Nationalitäten und Regionen auf Autonomie“.

## Regierungssystem auf nationaler Ebene

### Legislative
Das Parlament (Cortes Generales) hat zwei Kammern. Es hat die gesetzgebende Gewalt, bewilligt den Staatshaushalt und kontrolliert die Exekutive.
. Das Abgeordnetenhaus (Congreso de los Diputados) hat mindestens 300 und höchstens 400 Sitze. Die Abgeordneten werden in allgemeiner, freier, gleicher, unmittelbarer und geheimer Wahl gewählt. Der Senat (Senado) ist die Kammer der territorialen Repräsentation. Er hat etwa 250 Mitglieder. Die meisten werden vom Volk gewählt; etwa 50 Senatoren werden von den autonomen Gemeinschaften Spaniens ernannt.
Eine Person kann nur einer Kammer angehören.
Wahlberechtigt sind alle volljährigen spanischen Bürger, die im Vollbesitz ihrer politischen Rechte sind.

### Exekutive

#### Staatsoberhaupt
Das Staatsoberhaupt ist der König, zurzeit Felipe VI. Der König ist auch der Oberbefehlshaber der Streitkräfte. Der König hat nur repräsentative Funktionen; seine Rolle ist mit der des deutschen Bundespräsidenten vergleichbar.
Er bestätigt Gesetze und ist für die Ernennung und Entlassung des Regierungschefs verantwortlich.

#### Ministerpräsident
Der Ministerpräsident Spaniens, seit dem 2. Juni 2018 Pedro Sánchez, hat ähnlich dem deutschen Bundeskanzler die Richtlinienkompetenz für die Zentralregierung. Der Ministerpräsident wird vom Abgeordnetenhaus gewählt und vom König ernannt. Er kann die Cortes Generales auflösen und vorgezogene Neuwahlen veranlassen.
→ siehe auch: Liste der Ministerien in Spanien

### Judikative
Das Verfassungsgericht, Tribunal Constitucional de España, ist in verfassungsrechtlichen Fällen zuständig.
Für alle anderen Fälle steht der Oberste Gerichtshof, Tribunal Supremo, einer Struktur mit Fachgerichten auf regionaler, provinzialer und lokaler Ebene vor. Die Leitung der Judikative (mit Ausnahme des Verfassungsgerichts) obliegt dem Generalrat der rechtsprechenden Gewalt.

## Autonome Gemeinschaften
Spanien ist in 17 Autonome Gemeinschaften gegliedert. Diese verfügen über weitreichende Kompetenzen in Legislative und Exekutive und über eigene Parlamente und Regierungen. Von der Kompetenzausstattung sind sie mittlerweile mit deutschen Bundesländern vergleichbar. Spanien wird daher heute als eines der am stärksten dezentralisierten Länder Europas betrachtet.
Es handelt sich bei Spanien aber dennoch nicht um einen Bundesstaat, weil die Autonomen Gemeinschaften zwar mit umfangreichen Kompetenzen ausgestattete Gebietskörperschaften sind, aber nicht über Eigenstaatlichkeit verfügen. Dies zeigt sich u. a. daran, dass sie ihre Autonomiestatute (denen die Funktion einer „Landesverfassung“ zukommt) nicht selbständig verabschieden oder ändern können, sondern dies der Zustimmung des gesamtspanischen Parlaments bedarf. Die Autonomen Gemeinschaften sind also nicht verfassungsautonom.
Dieses Staatsmodell wird häufig als Staat der Autonomien (Estado autonómico) bezeichnet.

## Kommunale Gebietskörperschaften
Von der Verfassung garantierte kommunale Gebietskörperschaften sind die Gemeinden und Provinzen. Einen Sonderstatut haben die beiden Autonomen Städte Ceuta und Melilla, die keiner Provinz und auch keiner Autonomen Gemeinschaft zugehören.
Sieben Autonome Gemeinschaften bestehen nur aus einer Provinz (Asturien, Kantabrien, Navarra, La Rioja, Madrid, Murcia, Balearen). In diesen Regionen sind die Aufgaben, die sonst von den Provinzen wahrgenommen werden, auf die Autonomen Gemeinschaften übergegangen.
In verschiedenen Autonomen Gemeinschaften bestehen weitere Ebenen der kommunalen Selbstverwaltung.